# Ploceus capensis
Il tessitore del Capo (Ploceus capensis Linnaeus, 1766) è un uccello della famiglia Ploceidae, endemico di tutta l'Africa meridionale.